# Vashti Bunyan
Vashti Bunyan (1945) es una cantautora británica. En 1970, publicó su primer álbum, Just Another Diamond Day. Se vendieron muy pocos ejemplares del álbum y Bunyan, desanimada, abandonó su carrera musical. Para el año 2000, su álbum se había convertido en un disco de culto; se reeditó y Bunyan grabó nuevas canciones, iniciando una segunda fase de su carrera musical tras un paréntesis de treinta años.

## Biografía
Vashti Bunyan nació en Londres en 1945. Sus padres fueron John y Helen Bunyan. Aunque se ha dicho que descendía del autor de la obra El progreso del peregrino, John Bunyan, ella ha negado que sea así.  A comienzos de los 60s, estudió en la Escuela Ruskin de Dibujo y Bellas Artes de la Universidad de Oxford, pero la expulsaron por faltar a clase. A los 18 años, viajó a Nueva York y descubrió la música de Bob Dylan a través de su disco The Freewheelin' Bob Dylan. Impresionada, decidió convertirse en una profesional de la música. Tras volver a Londres, el mánager de Rolling Stones, Andrew Loog Oldham, la descubrió y en junio de 1965, bajo su dirección, publicó su primer sencillo, la composición de Jagger y Richards "Some Things Just Stick in Your Mind" (la versión de los autores apareció más tarde en su colección de descartes Metamorphosis), en Decca Records. La canción, editada con el nombre Vashti, llevaba en la cara B una canción de la propia Bunyan, "I Want to Be Alone". Tanto este sencillo como su continuación, "Train Song" (publicado en Columbia en mayo de 1966 y producido por el canadiense Peter Snell), pasaron casi desapercibidos. Solo sobrevive otra interpretación suya de esta época, su participación en la canción "The Coldest Night of the Year" del grupo Twice as Much (que apareció en el segundo y último LP de estos, That's All, publicado en el sello de Oldham Immediate Records en 1968). Tras grabar algunas canciones más para Immediate Records, que siguen inéditas, y aparecer brevemente en el documental de 1967 Tonite Let's All Make Love in London, interpretando su canción "Winter Is Blue", decidió viajar con su novio Robert Lewis en una carreta tirada por un caballo hasta las Islas Hébridas para unirse a la comuna que planeaba construir allí el también cantante folk  Donovan ("...from South London up to the Hebrides. Initially to Skye but we carried on to the Outer Hebrides."). Durante el viaje, fue componiendo las canciones que acabaron formando su primer álbum, Just Another Diamond Day. 
Durante una pausa de su viaje en la Navidad de 1968 un amigo le presentó al productor Joe Boyd, que le ofreció grabar sus canciones de viaje en su sello Witchseason Productions. Un año más tarde Vashti volvió a Londres y grabó su primer LP con ayuda de Simon Nicol y Dave Swarbrick de Fairport Convention, Robin Williamson de The Incredible String Band y el arreglista para cuerda Robert Kirby, conocido sobre todo actualmente por su trabajo en los dos primeros álbumes de Nick Drake. El álbum recibió reseñas favorables cuando se publicó en 1970, pero no conectó con un público adecuado. Descontenta, abandonó la industria musical y se movió a las casitas de The Incredible String Band en Glen Row, Irlanda. 
Bunyan y Lewis tuvieron tres hijos: Leif, Benjamin y Whyn. Tras pasar unos años en Irlanda a principios de los 70, se establecieron en la Escocia rural.
Tras su ruptura, Bunyan inició una relación con Al Campbell y juntos se mudaron a Edimburgo y criaron a sus seis hijos (tres de Bunyan y tres de Campbell).
Bunyan pasó los siguientes treinta años educando a sus hijos y criando animales. Durante este período, sin que ella lo supiera, la edición original de su disco fue convirtiéndose en una de las rarezas más codiciadas del mercado discográfico. Llegaron a pagarse 2.000 dólares por un ejemplar en eBay. 
En el año 2000 se reeditó Just Another Diamond Day en formato CD (con temas adicionales), contribuyendo a afianzar su influencia en una nueva generación de artistas folk, como Devendra Banhart y Joanna Newsom. En 2001, recibió una carta de Banhart en la que este le pedía consejo, estableciendo una conexión con muchos de los intérpretes actuales que reivindican su obra. En 2002, el músico Glen Johnson, de Piano Magic, la invitó a cantar en su canción "Crown of the Lost", lo que se supuso su regreso al estudio de grabación tras 30 años de silencio.
Tras la buena acogida de la reedición de Just Another Diamond Day, Vashti Bunyan regresó con su segundo álbum de estudio, Lookaftering, publicado en 2005, 35 años después de su debut. El disco fue producido por Max Richter y contó con la colaboración de varios músicos vinculados al llamado "New Weird America", entre ellos Devendra Banhart y Joanna Newsom. Dos años más tarde, se publicó la recopilación Some Things Just Stick in Your Mind, que reunía sus primeros sencillos de los años 60 junto con varias maquetas inéditas. En paralelo a su participación en diversos proyectos colaborativos, Bunyan preparó su tercer y último trabajo discográfico. Titulado Heartleap, fue lanzado en 2014 y producido de forma independiente.
Sus memorias, Wayward: Just Another Life to Live, fueron publicadas en 2022. En 2025, Lookaftering fue reeditado por el sello FatCat Records con motivo del vigésimo aniversario de su lanzamiento original. Esta nueva edición incluyó demos caseras grabadas durante las sesiones de 2005 y una grabación en directo realizada en Los Ángeles en 2006.

## Discografía

### Discos de estudio
- Just Another Diamond Day (Philips 1970)
- Lookaftering (Fat Cat Records 2005)
- Heartleap (Fat Cat Records 2014)

### Recopilaciones
- Some Things Just Stick in Your Mind – Singles and Demos 1964 to 1967 (Fat Cat Records/Spinney Records 2007)

### Sencillos
- "Some Things Just Stick in Your Mind" / "I Want To Be Alone" (Decca, 1965) (como Vashti)
- "Train Song" / "Love Song" (Columbia (EMI), 1966) (como Vashti)

### Apariciones en recopilaciones
- Tonite Let's All Make Love in London (1967)
  - "Winter Is Blue" (como Vashti)
  - "Winter Is Blue (Reprise)" (como Vashti)
- Circus Days - UK Psychedelic Obscurities 1966-70 Vol.1 (1990)
  - "I'd Like To Walk Around In Your Mind" (como Vashti)
- A Pot By Any Other Name (2001) (recopilación de Ptolemaic Terrascope)
  - "17 Pink Sugar Elephants" (grabada en 1966) (versión temprana de "Train Song")
- Instant Karma (2002)
  - "Winter Is Blue" (como Vashti) (versión tomada de Tonite Let's All Make Love in London)
- Folk Rock and Faithfull: Dream Babes Vol. 5 (2004)
  - "Train Song" (rec. 1966) (como Vashti)
  - "Love Song" (rec. 1966) (como Vashti)
- The Golden Apples of the Sun (2004)
  - "Rejoicing in the Hands" (con Devendra Banhart)
- The Enlightened Family: A Collection Of Lost Songs (2005)
  - "Song of a Wishwanderer" (grab. en 1968)
- Not Alone (2006)
  - "Same But Different"
- Ballads of the Book (2007)
  - "The Fire" (con letra de Rodge Glass)
- Reebok Join the Migration Campaign (2008)
  - "Train Song"
- Gather In The Mushrooms - The British Acid-Folk Underground 1968 - 1974 (2004)
  - "Winter Is Blue"

### Apariciones como invitada
- Twice as Much - That's All (1970)
  - "Coldest Night of the Year" (grab. en 1967)
- Piano Magic - Writers Without Homes (2002)
  - "Crown of the Lost"
- Piano Magic - Saint Marie EP (2004)
  - "Dark Ages"
- Devendra Banhart - Rejoicing in the Hands (2004)
  - "Rejoicing in the Hands"
- Animal Collective - Prospect Hummer (2005)
  - "It's You"
  - "Prospect Hummer"
  - "I Remember Learning How to Dive"
- Vetiver- "Thing of the Past" (2008)
  - "Sleep a Million Years"
- Dudley Benson- "Forest: Songs by Hirini Melbourne" (2010)
  - "Tui"
- Devendra Banhart - Ma (2019)
  - "Will I See You Tonight"
- The Avalanches - We Will Always Love You (2020)
  - "Reflecting Light"